# Baron Cochrane of Cults

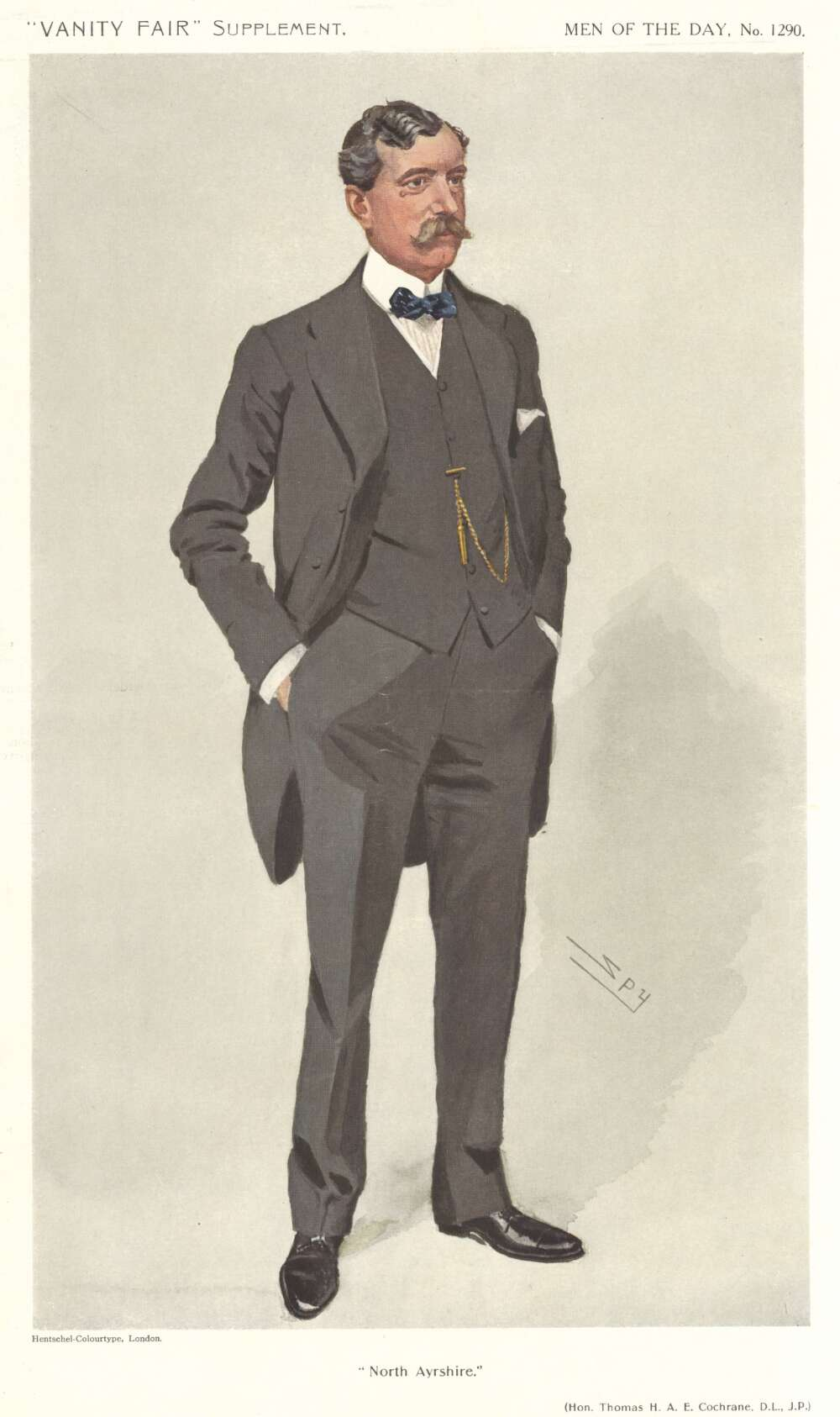
Hon. Thomas Cochrane, 1911

Baron Cochrane of Cults, of Crawford Priory in the County of Fife, ist ein erblicher britischer Adelstitel in der Peerage of the United Kingdom.
Familiensitz der Barone war Crawford Priory und ist heute Cults House, beide bei Cupar in Fife.

## Verleihung
Der Titel wurde am 19. Mai 1919 für den liberal-unionistischen Politiker Hon. Thomas Cochrane geschaffen. Dieser war der zweite Sohn des 11. Earl of Dundonald.
Heutiger Titelinhaber ist seit 2017 sein Urenkel Thomas Cochrane als 5. Baron.

## Liste der Barone Cochrane of Cults (1919)
- Thomas Cochrane, 1. Baron Cochrane of Cults (1857–1951)
- Thomas Cochrane, 2. Baron Cochrane of Cults (1883–1968)
- Thomas Cochrane, 3. Baron Cochrane of Cults (1922–1990)
- Ralph Cochrane, 4. Baron Cochrane of Cults (1926–2017)
- Thomas Cochrane, 5. Baron Cochrane of Cults (* 1957)

Voraussichtlicher Titelerbe (Heir Presumptive) ist der Bruder des aktuellen Titelinhabers, Hon. Michael Cochrane (* 1959).